# Jinotepe
Jinotepe est une ville nicaraguayenne du département de Carazo au Nicaragua.  Elle est voisine de Managua, Masaya, Granada, et Rivas.